# Sierra de Guadarrama (Zona de especial protección para las aves)
Sierra de Guadarrama es una Zona de especial protección para las aves (ZEPA) situada en la sierra de Guadarrama entre las comunidades autónomas españolas de Castilla y León y Madrid y perteneciente a la Red Natura 2000.

## Localización
Este espacio protegido tiene un tamaño de 69 089,6 ha que se extienden por las provincias de Segovia y de Madrid. Toda su totalidad se encuentra enclavada en la sierra de Guadarrama.
En la provincia de Segovia contiene los términos municipales de Aldealengua de Pedraza, Basardilla, Cabanillas del Monte, Collado Hermoso, El Espinar, Gallegos, La Losa, Navafría, Navas de Riofrío, Ortigosa del Monte, Otero de Herreros, Palazuelos de Eresma, Real Sitio de San Ildefonso, Santiuste de Pedraza, Santo Domingo de Pirón, Segovia, Sonsoto, Sotosalbos, Torre Val de San Pedro, Torrecaballeros y Trescasas.
En la provincia de Madrid contiene los términos municipales de Alameda del Valle, Becerril de la Sierra, Canencia, Cercedilla, El Boalo, Guadarrama, Los Molinos, Lozoya, Manzanares el Real, Miraflores de la Sierra, Navacerrada, Navarredonda y San Mamés, Pinilla del Valle, Rascafría y Soto del Real.

## Medio físico
En ella están representados ecosistemas de media ladera y fondo de valle que no aparecen prácticamente en el parque nacional de la Sierra de Guadarrama. Destacan los bosques de roble rebollo (Quercus pyrenaica) que están presentes desde las zonas más bajas del valle hasta los 1700 m en algunas zonas. En la mayor parte de todo ese territorio, al robledal le corresponde el papel de bosque dominante en función de las condiciones mesoclimáticas. A media ladera destacan pequeñas formaciones de bosque ombrófilos relictos, habitualmente dominados por el abedul (Betula alba), ricos en especies propias de la región eurosiberiana y cuya presencia se reduce a pequeños enclaves en valles y laderas. Más abajo, las zonas de fondo de valle están formadas por un mosaico de prados con setos de árboles, fresnedas en su mayoría, y arbustos donde el territorio se divide en pequeñas parcelas separadas entre sí por vallas de piedra con setos vivos. La explotación de estas parcelas es muy antigua, hasta hace pocas décadas se destinaban a usos agrícolas y ha conformado el paisaje típico de estos valles de la sierra de Guadarrama.